# Григишкес
Григишкес (литв. Grigiškės, рус. Грегорево, пољ. Grzegorzewo) је град у Литванији. Григишкес је насеље у оквиру градске општине Вилњус у оквиру округа Округа Вилњус и једно од великих предграђа главног града Вилњуса.
Григишкес је према последњим проценама из 2010. године имао 11.354 становника. 
Град је посебно познат по великој фабрици папира и картона.